# 奈克拉陨石

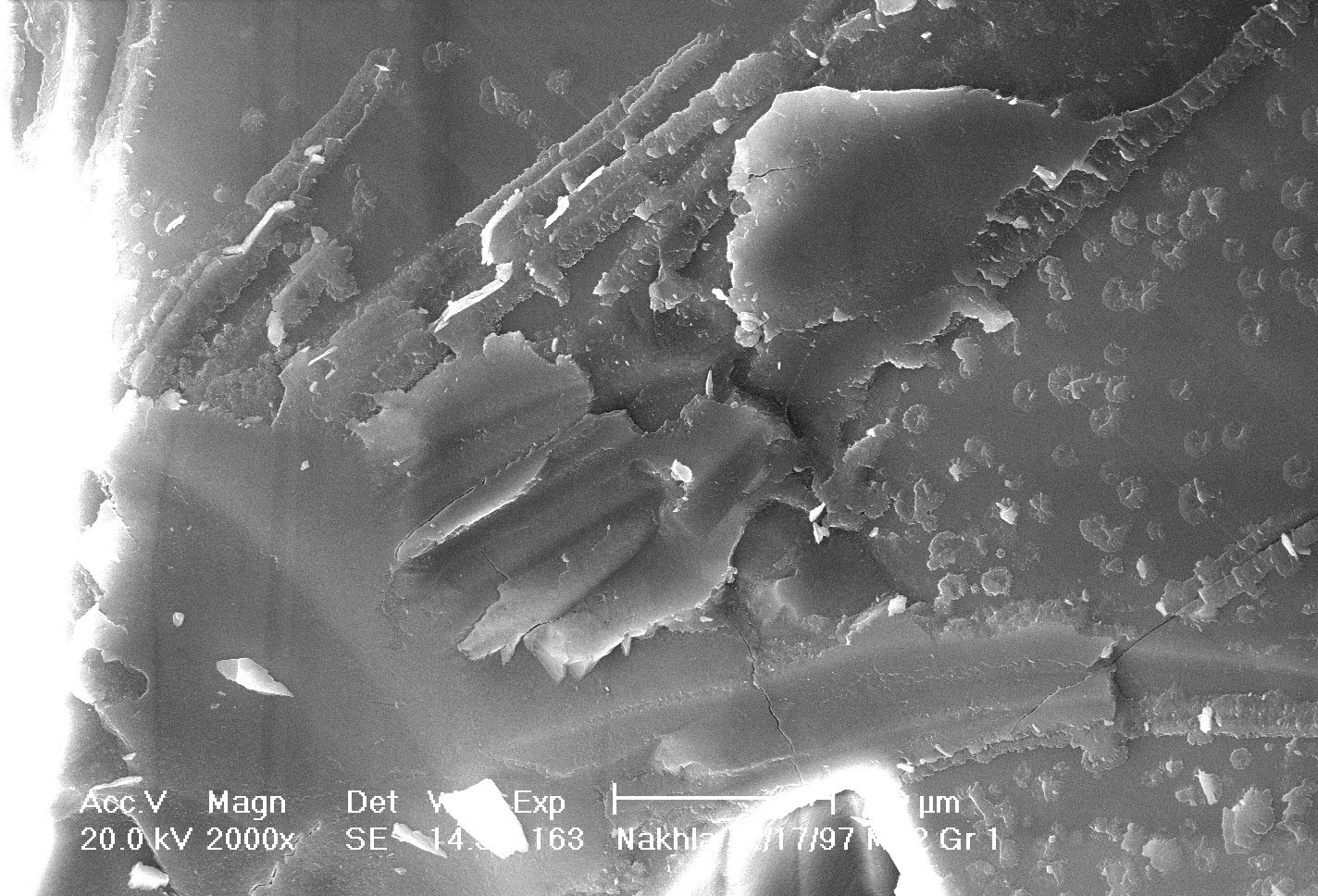
奈克拉陨石碎片的扫描电子显微镜图像，描绘了可能的生物形态物质：较大的宽刀状特征和细小的甜甜圈状特征。

奈克拉陨石（Nakhla meteorite）是1911年坠落在埃及的一颗火星陨石，它是埃及报道的第一颗陨石，第一颗表明火星上存在水作用迹象的陨石，也是透辉橄无球粒类陨石的原型。

## 历史
奈克拉陨石于1911年6月28日约9点左右坠落在埃及赫迪夫王朝亚历山大省阿布霍姆斯区（现为布海拉省阿布胡姆斯）巴哈里亚奈克拉村（El Nakhla El Bahariya）地区。这些石块是在埃兹贝特·阿卜杜拉·扎伊德（Ezbet Abdalla Zeid）、埃兹贝特·阿卜杜勒·马莱克（Ezbet Abdel Malek）、埃兹贝特·埃尔·阿斯卡尔（Ezbet el Askar）和埃兹贝特·萨伯·马赫迪（Ezbet Saber Mahdi）等小村庄附近陆续收集到的。很多人目睹了陨石从西北方以30度角逼近，沿轨道伴随有一股白烟。在它坠落到直径4.5公里（2.8英里）范围地面前，曾听到数声爆响。大约共找到40块碎陨石，这些碎块被埋在地下一米深，估计它的原始重量为10公斤（22磅），回收的碎块重量从20克（0.71盎司）到1813克（64盎司）不等。
在埃兹贝特·阿卜杜勒·马莱克村附近找到的两块碎陨石被埃及政府赠送给了大英博物馆。

### 奈克拉狗
据说一块陨石碎片砸中了一条狗，根据登沙尔村一位名叫穆罕默德·阿里·埃芬迪·哈基姆（Mohammed Ali Effendi Hakim）的农民目击，那条狗立刻蒸发了。由于没有找到这条狗的遗骸，也没有其他目击者看到这条狗的死亡，所以可断定该故事纯属杜撰。然而，事至今日，奈克拉狗的故事在天文学家中俨然成为了一则传奇。

## 分类
它是SNC群火星陨石中辉橄无球粒类陨石的典型代表，该陨石大约形成于13亿年前的一座火星火山中。
包括奈克拉陨石在内，许多世界各地被认为起源于火星的陨石都已被分类，它们被认为是火星与另一颗大型天体相撞时，从表面喷发出的，在太阳系中穿越了一段未知的时间后，最后进入地球大气层。

### 水的迹象
奈克拉陨石是第一颗显示了火星上水作用迹象的火星陨石，该岩石中含有在水中通过化学反应形成的碳酸盐和水合矿物。此外，该岩石形成后曾暴露在水中，产生了矿物的二次聚积。碳酸盐比地球上形成的岩石含有更多碳13，表明它起源于火星。

### 生命迹象
1998年，在收到大英博物馆的部分陨石后，1999年3月，美国宇航局约翰逊航天中心的一组团队使用光学显微镜和强大的扫描电子显微镜检查了奈克拉陨石，揭示了除其他特征外，可能具有有限尺寸范围的生物形态。伦敦自然史博物馆收藏了数颗完整的陨石碎块，允许美国宇航局的研究人员在2006年打开其中一颗，以提供相对未受地球污染的新样品。这些科学家发现了大量复杂的含碳物质，占据着岩石中树枝状的孔隙和通道，类似于在地球岩石中观察到的细菌的作用。
2006年3月，在得克萨斯州休斯敦举行的第37届月球和行星科学会议上，围绕岩石孔隙中富含碳的物质是否由生物残留物构成这一假设展开了辩论。由于碳是宇宙中第四大最丰富的元素（仅次于氢、氦和氧），因此大多数与会者认为，仅存在类似生物体的形状尚不足以证明细菌曾生活在火星上。2014年，一支个研究小组得出结论，尽管非生物情景被认为是对这颗陨石中形状的最合理解释，但很明显，火星地下存在着生命可能演化的生态环境。

#### 陨石中的氨基酸
1999年，约翰逊航天中心从陨石碎片中分离出了多种氨基酸，其中包括天冬氨酸、谷氨酸、甘氨酸、丙氨酸和γ-氨基丁酸。然而，目前尚不清楚它们最初是来自陨石还是地球污染的产物。

## 另请查看
- 艾伦丘陵陨石84001，火星陨石
- 天体生物学
- 生命印迹
- 陨石学辞汇
- 火星生命
- 火星岩石列表
- NWA 7034
- 胚种论
- 休格地陨石
- 大和陨石000593，火星陨石